# Сражение при Ла-Бель-Фамиле
Сражение при Ла-Бель-Фамиле произошло 24 июля 1759 года, во время французско-индейской войны на пути по перевалу реки Ниагара. Французские спасательные силы Франсуа-Мари Ле Маршан де Линье для осажденного французского гарнизона в форте Ниагара попали в засаду Эйр Мэсси в Британии и ирокезах. Это событие стало частью большой битвы при крепости Ниагара.
Британцы знали о приближении французов заранее и построили кладовую через дорогу в двух милях к югу от крепости Ниагара. Французы попали в засаду. Их войска были разгромлены. Они понесли много потерь.

## Предыстория
Британский генерал Джеффри Амхерст строил планы на военные кампании французско-индейской войны, в которые входила экспедиция с целью захвата крепости Ниагара, крупный французский военный пункт, а также пункт снабжения между французской провинцией Канады и их крепостями в стране Огайо. Амхерст выбрал бригадного генерала Джона Придо возглавлять экспедицию, которая сопровождалась сэром Уильямом Джонсоном, британским агентом, который возглавлял силы ирокезов в экспедиции. Придо прибыл в крепость Ниагара 6 июля и немедленно приступил к осадным операциям. 20 июля Придо был убит, когда был поражен осколком снаряда, брошенным из одного из его собственных орудий, и сэр Уильям взял на себя осадные операции.
Форт Ниагара был в основном построен под руководством капитана Пьера Пушо из французской армии. В начале 1759 года генерал Луи-Жозеф де Монткальм и губернатор Новой Франции маркиз Пьер де Риго де Водрёй направили около 2500 человек для укрепления Ниагары. Там зимовало около 500 человек. В середине июня Пушо по приказу Водрёя отправил многих из этих людей на юг в форт Машо (позже форт Венанго) в рамках плана по укреплению французских фортов страны Огайо и нападению на британцев в форте Питт. Когда британцы прибыли 6 июля, он немедленно отправил сообщения на юг с просьбой о поддержке.
12 июля капитан Ле Маршан де Линьери организовал французскую экспедицию с целью захвата крепости Питт из крепости Машо. В тот день Линьери пытался убедить почти 1000 индейцев присоединиться к запланированной атаке против крепости Питт. Джонсон отправил послание в крепость Питт, призывая индейцев присоединиться к англичанам в атаке на французские форты, и многие индейцы не знали какую сторону выбрать. Линьери смог привести поддержку. С войсками Чарльза Филиппа Обри большие силы покинули Машо и отправились в Ниагару. Посланники, которых он послал в Пушо, также распространили весть об их наступлении осажденным англичанам, которые подготовили засаду.
Перед боевыми действиями союзники из Великобритании заявили французским коллегам, что намерены сохранять нейтралитет в предстоящем столкновении. Они хотели, чтобы французские союзники поступили также. Это побудило многих союзников французов покинуть страну.

## Битва
Несмотря на свое знание индейских путей, Линьери и Обри очевидно продвинулись, не принимая обычных мер предосторожности против засады, и пошли прямо в засаду.
Подполковник Мэсси приказал 464 британским регулярным офицерам защищать тропу, идущую на север от Ниагарского водопада до крепости Ниагара. На правом фланге, покрывающем тропу портежей, Мэсси развернул около 130 человек из 46-го полка на поляне Ла-Бель-Фамиля. С правого фланга, чуть выше речного ущелья, были выброшены гренадеры 46-го полка и 44-го полка. Слева от 46-го полка заняли объединённые полки 44-го, 46-го и 4-го батальона 60-го полка. На крайнем левом фланге стоял отряд из 44-го и Нью-Йоркского полка. Понимая, что среди его врагов было значительное количество завсегдатаев, Месси приказал, чтобы мундиры легли и поправили штыки.
Когда французы вышли из леса, они сразу же открыли огонь и начали развертывание из колонны в линию формирования. Дождавшись, пока французы окажутся в непосредственной близости, британский командующий дал своим войскам команду подняться и стрелять. 46-й полк выпустил семь залпов, затем продвинулся, стреляя по желанию. Позже Мэсси подсчитал, что каждый из его людей выстрелил по 16 патронов в бою. Тем временем, огонь гренадерской роты застал французов на левом фланге в анфиладе. Когда французы вздрогнули перед смертельным огнем, англичане атаковали штыком. Французский боевой дух рухнул, и союзники-британцы ирокезы бросились на выживших.
Французы начали отступление, в котором британцы преследовали их, согласно одному сообщению, целых 5 миль (8,0 км). Французские потери были значительными, включая Линьери, который получил смертельное ранение. Мэсси был ранен.

## Последствия
Пушо сдал форт Ниагара 26 июля после того, как стало ясно, что колонна помощи была отогнана.
Джонсон, который не присутствовал, написал отчет о действии, который дал равную оценку постоянным клиентам и их родным союзникам. К ярости Масси, эта версия дошла до газет. Позднее британский офицер утверждал, что соплеменники вели себя «самым подлым образом», убивая раненых и тех, кто пытался сдаться.